# Tsjecho-Slowaaks basketbalteam (vrouwen)
Het Tsjechoslowaaks nationaal basketbalteam was een team van basketballers dat Tsjechoslowakije van 1935 tot 1993 vertegenwoordigde in internationale wedstrijden. Na de teams van de Sovjet-Unie en Bulgarije was het Tsjechoslowaakse team in Europa het meest succesvol.

## Tsjechoslowakije tijdens internationale toernooien

### Wereldkampioenschap basketbal
- WK Basketbal 1957: 3e
- WK Basketbal 1959: 3e
- WK Basketbal 1964: 2e
- WK Basketbal 1967: 3e
- WK Basketbal 1971: 2e
- WK Basketbal 1975: 3e
- WK Basketbal 1986: 4e
- WK Basketbal 1990: 4e

### Eurobasket
- Eurobasket vrouwen 1950: 3e
- Eurobasket vrouwen 1952: 2e
- Eurobasket vrouwen 1954: 2e
- Eurobasket vrouwen 1956: 3e
- Eurobasket vrouwen 1958: 3e
- Eurobasket vrouwen 1960: 3e
- Eurobasket vrouwen 1962: 2e
- Eurobasket vrouwen 1964: 3e
- Eurobasket vrouwen 1966: 2e
- Eurobasket vrouwen 1968: 9e
- Eurobasket vrouwen 1970: 5e
- Eurobasket vrouwen 1972: 3e
- Eurobasket vrouwen 1974: 2e
- Eurobasket vrouwen 1976: 2e
- Eurobasket vrouwen 1978: 3e
- Eurobasket vrouwen 1980: 4e
- Eurobasket vrouwen 1981: 3e
- Eurobasket vrouwen 1983: 6e
- Eurobasket vrouwen 1985: 4e
- Eurobasket vrouwen 1987: 4e
- Eurobasket vrouwen 1989: 2e
- Eurobasket vrouwen 1991: 5e

### Olympische Spelen
- Olympische Spelen 1976: 4e
- Olympische Spelen 1988: 8e
- Olympische Spelen 1992: 6e

## Weblinks
- (en) Czechoslovakia, archive.fiba.com